# Ольмичча
Ольмичча (фр. Olmiccia, корс. Ulmiccia) — коммуна во Франции, находится в регионе Корсика. Департамент коммуны — Южная Корсика. Входит в состав кантона Таллано-Скопамене. Округ коммуны — Сартен.
Код INSEE коммуны — 2A191.

## Население
Население коммуны на 2008 год составляло 101 человек.
| 1962 | 1968 | 1975 | 1982 | 1990 | 1999 | 2008 |
| ---- | ---- | ---- | ---- | ---- | ---- | ---- |
| 38   | 71   | 73   | 94   | 84   | 82   | 101  |

## Экономика
В 2007 году среди 65 человек в трудоспособном возрасте (15—64 лет) 40 были экономически активными, 25 — неактивными (показатель активности — 61,5 %, в 1999 году было 57,1 %). Из 40 активных работали 34 человека (22 мужчины и 12 женщин), безработных было 6 (2 мужчины и 4 женщины). Среди 25 неактивных 7 человек были учениками или студентами, 4 — пенсионерами, 14 были неактивными по другим причинам.